# Børnejod
Børnejod er en opløsning af merbromin i vand, der tidligere blev brugt til til desinfektion og sårrensning på børn, fordi den ikke fremkalder svie. Opløsningen har en stærkt rød farve.
Præparatet kaldes ikke børnejod, fordi det indeholder stoffet jod, men fordi det bruges i stedet for jod – eller rettere for jodspiritus (jodsprit). 
Merbromin har også følgende benævnelser:
- 2,7-Dibromo-4-hydroxymercurifluorescein dinatrium
- Kviksølvdibromfluorescein
- Mercurochrome

Børnejod bruges ikke mere, fordi det indeholder kviksølv.I dag vaskes sår med vand og sæbe, for ikke at belaste miljøet og fordi klorhexidin kan give hudirritation. 